# 63 (број)
63 је број, нумерал и име глифа који представља тај број. 63 је природан број који се јавља после броја 62, а претходи броју 64.

## У науци
63 је:
- дефицитан сложен број.
- висококототијентан број.[1]
- број у форми 2n - 1 (гдје је n=6), али није Мерсенов прост број јер n није прост број и 63 такође није прост број. Ово је једини број у Мерсеновом низу чији су прости фактори такође фактори и неког од претходних чланова тог низа.
- Вудалов број, јер је облика 2nn - 1, гдје је n=4.[2]
- трећи Деланојев број.[3]
- најмањи цијели број који може бити подијељен било којим бројем од 1 до 9, без понављајућих децимала.
- сума степена броја 2 од 0 до 5.
- палиндромски број и број са понављајућим цифрама у системима са базом 2 (111111), 4 (333), 8 (77), 20 (33) и 62 (11).
- атомски број европијума.

## Остало
63 је:
- код за међународне директне позиве према Филипинима.
- број француског департмана Пиј де Дом.